# Burmeistera antioquensis
Burmeistera antioquensis es una planta de la familia Campanulaceae, endémica de Colombia, que crece únicamente en el bosque andino alto, en límites con el páramo, en el municipio de Sonsón, al oriente de Antioquia.
Mide unos 30 centímetros de altura, y es catalogada  una de las especies más pequeñas del género Burmeistera. Es llamativa  por la coloración de sus flores.

## Hallazgo y reconocimiento
Burmeistera antioquensis, fue hallada  en el año 2010 en una expedición botánica  por el biólogo y científico Jorge Vélez. Esta flor es un aporte al conocimiento de la flora nacional en Colombia, recibió este nombre científico por su hallazgo en Antioquia.
El proceso de reconocimiento internacional comenzó a partir de su descubrimiento.  La revista botánica especializada Brittonia, del Jardín Botánico de Nueva York, hizo la publicación de su descripción y la afirmación de una nueva planta en junio del 2013.